# Большая Толма
Большая Толма — река в России, протекает по территории Чёлмужского сельского поселения Медвежьегорского района Республики Карелии. Длина реки — 11 км.

## Общие сведения
Река в общей сложности имеет два малых притока суммарной длиной 9,0 км.
Устье реки находится в 25 км по левому берегу реки Немины на высоте 72,5 м над уровнем моря.
Населённые пункты на реке отсутствуют.
Код объекта в государственном водном реестре — 01040100612202000015898.